# Corpus Iuris Canonici
Corpus Iuris Canonici (skr. CICa) – nazwa przyjęta dla oznaczenia grupy zbiorów prawa kanonicznego, które powstały od XII do XV wieku:
- Decretum Gratiani z ok. 1140 roku
- Decretales Gregorii IX z 1234 roku
- Liber sextus Bonifacego VIII z 1298 roku
- Clementinae Klemensa V z lat 1314 i 1317
- Extravagantes Jana XXII
- Extravagantes communes z XIV – XV wieku.

Na soborze trydenckim powołano specjalną komisję, która opracowała poszczególne zbiory prawa kanonicznego, nadając im jednolity układ, a które później znane były pod wspólną nazwą Corpus Iuris Canonici. Nazwa ta nie była początkowo jednoznacznie używana w stosunku do tych 6 zbiorów, chociaż nazwy tej użył Grzegorz XIII w brewe Cum pro munere z 1 lipca 1580 roku, którym zatwierdził przygotowany przez korektorów rzymskich tekst tych zbiorów jako urzędowy. Pierwsze wydanie z 1582 roku ukazało się bez wspólnego tytułu. Nazwa upowszechniła się dopiero od wydania z 1671 roku, które otrzymało właśnie taki tytuł.
Połączenie urzędowe zbiorów oraz nadanie im wspólnej nazwy nie wpłynęło na wartość prawną poszczególnych zbiorów wchodzących w skład Corpus Iuris Canonici. Złączenie zbiorów podkreśliło jedynie ich pierwotną wartość. Znajdowały się w nich przepisy prawne, które obowiązywały zasadniczo w kształcie niezmienionym do pierwszego nowoczesnego kodeksu prawa kanonicznego.